# パワーレンジャー誕生
『パワーレンジャー誕生』（パワーレンジャーたんじょう、原題：Day of the Dumpster）は、日本のスーパー戦隊シリーズの英語版ローカライズとして制作されたアメリカ合衆国の特撮テレビドラマ。マイティ・モーフィン・パワーレンジャーのエピソードで第1話である。 米国では1993年8月28日にフォックス放送（Fox Kids）で放送。日本では1995年10月5日にテレビ朝日で放送された。
このエピソードが収録されたVHSは1994年にアメリカで35番目に売れたビデオソフトであり、子供向け番組部門では11位の記録となっている。

## あらすじ
銀河の魔女、リタ・レパルサと手下たちが封印から解放され地球を狙う。それに対し、善の支配者ゾードンは地球を守るために5人のティーンエイジャーを選び出し、地球を守る戦士パワーレンジャーに任命した。

## 詳細
土曜日。宇宙飛行士が月で巨大なゴミ箱のような箱を発見する。そのフタを開けたとき、その中からモンスターが飛び出して来た。逃げようとする宇宙飛行士に箱の中から最後に出てきた魔女が自分の復活祭として近くの星を滅ぼすと宣言する。
地球が前代未聞の危機に晒される。だが、地球人たちはそんなことに気がつかない。その頃、アメリカ合衆国の何処かにある街・エンジェルグローブのユースセンター。仲の良い若者、ジェイソン・ザック・ビリー・トリニー・キンバリーの5人が、ひょんなことから不良コンビであるバルクとスカルに絡まれていたが切り抜けた。
復活した悪の魔女・リタ・レパルサは、月に自分の宮殿を建て、地球侵略を部下であるゴルダーに命じた。
ユースセンター。ジェイソンが講師をしている空手教室に不良コンビが現れて空手を教えろと言う。ジェイソンはその言葉に応じて技を披露する。バルクもその技を真似ようとするが失敗して退散する。空手教室が一段落したジェイソンたちがユースセンターのジュースバーで談笑していると、突然地震が起こる。
エンジェルグローブ郊外にある謎の建物。その建物こそ、善の支配者であるゾードンが作った秘密基地なのである。基地内部でサポートロボットであるアルファ5が、地震に混乱している。しかし、ゾードンは封印を解かれたリタが地球を攻撃していると悟り、正義感溢れる若者を集めよと命じる。そして、ユースセンターにいたジェイソンたち5人が選ばれて基地に転送される。ゾードンは彼らが地球を守るために選ばれたと言う。そして、彼らに恐竜パワーを秘めた戦士パワーレンジャーに変身するモーフィング装置と巨大メカ・ゾードを彼らに与える。だが、彼らはそれを断る。基地から出て帰路に着こうとする彼らをリタが部下のフィニスターに命じて作らせたゴーレムが襲い掛かる。反撃する彼らであったが、ゴーレムに次第に追い詰められていく。だが、モーファーの存在を思い出して変身する。彼らが変身したのを見たゾードンはアルファ5に命じてゴルダーが暴れている街にパワーレンジャーをテレポートさせる。パワーレンジャーはゴルダーに率いられたゴーレムを次々と倒す。それに対してリタはゴルダーを魔力で巨大化させた。パワーレンジャーも5体のゾードを呼び出して合体させたメガゾードでゴルダーに挑む。強力なゴルダーもメガゾードの必殺武器パワーソードの前に退却する。パワーレンジャーたちは勝利を勝ち取ったのだ。月では失敗した部下たちにリタが怒り狂い、頭痛に悩まされていた。
ゾードンの基地に戻ったレンジャーたちの初勝利を祝うゾードンは彼らが三つの約束を守らなければパワーを失うことになると言う。それは、「正体を明かさない」、「自分のために力を使わない」、「敵が挑発しない限り戦わない」。ジェイソンためはそれを承知する。こうして、パワーレンジャーたちの戦いが始まったのである。

## スタッフ
- 監督：エイドリアン・カー
- 脚本：トニー・オリバー、シュキ・レヴィ
- 日本語版演出：春日一伸

## キャスト
- ジェイソン・リー・スコット：オースチン・セント・ジョン（吹替：中村大樹）
- ザック・テイラー：ウォルター・ジョーンズ（鳥海勝美）
- ビリー・クランストン：デビット・ヨースト（真殿光昭）
- トリニー・クワン：サイ・トラング（まるたまり）
- キンバリー・アン・ハート：エイミー・ジョー・ジョンソン（小山裕香）
- ゾードン：デビット・フィーリング（荒川太郎）
- アルファ5：ロミー・J・シャーフ、リチャード・ウッド（声）（鈴木勝美）
- ファーカス・バルクマイヤー：ポール・シュリアー（桜井敏治）
- ユージン・スカロヴィッチ：ジェイソン・ナーヴィー（成田剣）
- アーニー：リチャード・ギネル（茶風林）
- メガゾードコンピューター（声）：トニー・オリバー（鈴木勝美）
- リタ・レパルサ：曽我町子、バーバラ・グッドソン（声）（曽我町子）
- ゴルダー（声）：ライアン・オフラニガン（桜井敏治）
- スクワット（声）：マイケル・J・ソリッチ（鈴木勝美）
- バブー（声）：コリン・フィリプス（成田剣）
- フィニスター（声）：ロバート・アクセルロッド（茶風林）
- 宇宙飛行士：田中正太郎、川下敦史（荒川太郎、真殿光昭）
- エキストラの声：トム・ワイナー、ロバート・アクセルロッド、ロバート・V・バロン
- ナレーター：コリン・フィリプス